# 양동골
양동골(梁東骨, 1885년 11월 14일~1961년 6월 20일)은 한국의 항일의병운동가이다.

## 생애
1885년 광주목에서 태어났다.
항일의병장 양진여의 의병진에 가입했으며 1908년 7월 5일 총기로 무장한 동료 의병 30여명과 같이 광주와 담양 일대에서 군자금을 모집하는 등의 활동을 하던 중 붙잡혀 구속되었다.
구속 후 대구공소원에서 유형 3년 형이 선고되었으며 1909년 1월 13일 대심원에 상고했으나 기각되어 형기를 보냈다. 출소 후 별다른 행적은 나타나지 않으며 광복 후 대한민국 정부가 수립되었을 때에도 생존했으며 1961년에 사망했다.
사후 1986년 대통령 표창, 1990년에 건국훈장 애족장이 추서되었다.